# Speedrun
Een speedrun is een vorm van het spelen van een computerspel waarin het hele spel of een gedeelte ervan, zoals een enkel level, zo snel mogelijk wordt uitgespeeld. Er zijn ook speedruns die worden gekenmerkt door naast het zo snel mogelijk afronden van het spel, ook aanvullende regels op te leggen aan spelers, zoals het verzamelen van alle belangrijke items of het verbieden van gebruik te maken van fouten in de software. Speedrunners, zoals deze categorie spelers wordt genoemd, proberen vooral om zichzelf uit te dagen en te concurreren met anderen.
Speedrunnen wordt vaak gezien als toonbeeld van vaardigheid en wordt in competitieverband in internet-gebaseerde gemeenschappen beoefend, waarop vaak de resulterende films worden uitgewisseld in een multimediaformaat.
Ook zijn er op live-streaming sites waar speedrunners op te zien zijn. Deze opnames worden gebruikt om anderen te vermaken, om de doorlooptijd te controleren, om te bevestigen dat alle regels zijn gevolgd, dat er geen bedrog heeft plaatsgevonden en manieren om de doorlooptijd verder te verbeteren te spotten. Hoewel speedrunning oorspronkelijk een kleine niche binnen de gaming wereld betrof is het inmiddels een wijdverspreid fenomeen met veel actieve websites en communities. De Belgische, Nederlandse en Luxemburgse speedrunners komen bijvoorbeeld maandelijks samen tijdens de BSG Monthly Marathon.

## Technieken

### Sequence breaking
Spellen gaan uit van een bepaalde volgordelijkheid van de gebeurtenissen in een spel. Bijvoorbeeld de speler pakt een sleutel op locatie A en gebruikt de sleutel op locatie B. Door bepaalde gebeurtenissen bewust in een andere volgorde te proberen, kunnen benodigde onderdelen of tussenfilmpjes worden overgeslagen.

### Glitches
Spellen kunnen ook fouten bevatten of juist geen afhandeling bevatten voor uitzonderlijke situaties. Door op bepaalde plaatsen of momenten een actie uit te voeren op een specifieke manier, door bijvoorbeeld onder een speciale hoek of op een specifieke tijd te springen kan de speler door een door het spel opgelegde barrière, zoals een muur, heen springen en een deel van het level of het spel overslaan.

## Speedrun typen
Speedruns zijn onderverdeeld in verschillende niveaus van voltooiing en die zijn als volgt:
Any% of snelste voltooiing verwijst naar het zo snel mogelijk voltooien van het spel. Any% is de meest voorkomende categorie, omdat het het minste aantal beperkingen bevat als het gaat om wat je wel en niet kunt doen.
100%, of volledige voltooiing. Dit omvat vaak het verzamelen van alle belangrijke items of upgrades, het vinden van alle verborgen functies, of iets anders dat van belang kan worden geacht. Specifieke eisen voor een 100% speedrun zijn verschillend, afhankelijk van het spel. Sommige games zoals Super Metroid hebben een percentage teller en hebben daardoor een makkelijke definitie van 100%. Andere spellen hebben dit niet en in plaats daarvan bepaalt de game community wat de definitie van 100% zou moeten zijn.
Low%, of minimalistisch voltooid, hierbij wordt de speler uitgedaagd om het spel te voltooien door het verkrijgen van de minimale hoeveelheid aan belangrijke items of upgrades mogelijk. Net als bij de 100% gelden er wel eisen die kunnen variëren van spel tot spel.

## Marathons
Een speedrun-marathon is een stream van meerdere speedruns achter elkaar. De populairste speedrun-marathons zijn de halfjaarlijkse Games Done Quick marathons in de Verenigde Staten.

###### Awesome Games Done Quick
Kijkers kunnen tijdens het spelen van de marathon geld doneren om mee te dingen naar prijzen of bepaalde keuzes in het spel te bepalen. Awesome Games Done Quick doneert het gezamenlijke bedrag aan the Prevent Cancer Foundation. In de afgelopen jaren is er totaal een bedrag van $1,216,304.02 opgehaald voor deze stichting.

###### Benelux Speedrunner Gathering
In de Benelux vindt maandelijks de BSG Marathon plaats. Deze marathon wordt in de Esports Game Arena in Alphen a/d Rijn gehouden. Gedurende 48 uur is de locatie beschikbaar voor toeschouwers, maar de streams zijn ook op Twitch te zien. Ook hier kan men geld doneren, wat naar stichting MIND gaat.